# 王安节
王安节（？—1275年），南宋末年将领。王坚之子。

## 生平
少年时随其父王坚守合州有功，宋度宗时为东南第七副将。德祐元年（元朝至元十二年，1275年）正月，驻军江陵。二月，贾似道在丁家洲（今安徽铜陵北长江中）兵败，长江沿岸很多州县失陷，王安节回临安任浙西添差兵马副都监。三月，常州、平江府（今江苏苏州）降元，王安节在平江府收拾溃军，和张世杰所部合击元军。都统制刘师勇收复常州，命王安节、张詹前往与知州姚訔、通判陈炤等一起驻守，抵御攻打东进的元军前后数月之久。十一月，元朝丞相伯颜至常州，南宋右丞相文天祥所派的尹玉、麻士龙援军，血战阵亡。常州外援断绝，抗击数十倍的元军。伯颜最后攻陷常州，姚訔、陈炤等阵亡，刘师勇突围，王安节巷战时臂伤被俘，拒降被杀。
　 